# Aires da Serra Carneiro
Aires da Serra Carneiro Souto Maior (Maranhão) foi um militar e político brasileiro.
Filho de Fernando Antônio Carneiro Homem de Souto Maior e de Antônia Senhorinha da Serra Freire. Casou com Ana Leopoldina.
Foi deputado à Assembleia Legislativa Provincial de Santa Catarina na 7ª legislatura (1848 — 1849).